# Петалума
Петалума — город в округе Сонома, штат Калифорния, США.

## География и климат
Площадь города составляет 37,6 км², из которых 37,3 км² составляет суша и 0,3 км² — открытые водные пространства. Расстояние до Сан-Франциско составляет 64 км. Петалума расположена в северной части одноимённой реки, на которой развито судоходство; периодически случаются наводнения.
Климат — умеренный средиземноморский. Лето обычно сухое, с прохладными утрами и ночами, зима прохладная и дождливая. Средняя температура воздуха в августе варьируется от 12 до 28° С, декабря — от 4 до 14°С. Минимальная зарегистрированная температура воздуха в Петалуме — −9°С, максимальная — 43°С. Среднегодовое количество осадков может варьироваться от 211 до 1167 мм. Снег выпадает редко.

## История
Индейские поселения на территории современной Петалумы существовали с древних времён. Первыми европейскими переселенцами на этих землях были испанцы, пришедшие сюда в 1776 году; после войны за независимость Мексики от Испании эта территория вошла в её состав. В 1834 году Мариано Гуадалупе Валлехо получил от губернатора грант на эти земли и спустя два года основал здесь ранчо. После Американо-мексиканской войны территория вошла в состав США, с 1849 года здесь началось основание небольших посёлков золотоискателей, приезжавших в Калифорнию в период Калифорнийской золотой лихорадки. В это же время по берегам реки Петалума стали создаваться крупные сельскохозяйственные плантации, что способствовало росту города.
К середине XIX века Петалума превратилась в достаточно крупный населённый пункт, основу экономики которого составляла переработка сельскохозяйственной продукции, в первую очередь зерна и мяса птицы. В те времена город иногда называли «яичной столицей мира»: в нём существовала единственное на тот момент в мире лечебное учреждение для куриц, в нём же в 1879 году был основан первый инкубатор для яиц. Во время калифорнийского землетрясения 1906 года город пострадал мало, благодаря чему в нём сохранилось достаточно много зданий, построенных ещё в XIX веке. Начиная с Первой мировой войны, усилилась иммиграция в Петалуму евреев. Город также считается одним из «пионеров» в области градостроительного планирования: в 1971 году здесь был принят так называемый «пенталумский план», призванный контролировать и ограничивать строительство нового жилья.

## Население и экономика
По данным переписи населения США 2010 года, население Петалумы составляло 57941 человек. Расовый состав населения был следующим: белые — 46566 (80,4 %), чернокожие — 801 (1,4 %), коренных американцев — 353 (0,6 %), азиатов — 2607 (4,5 %), уроженцев Гавайев и тихоокеанских островов — 129 (0,2 %), представителей других рас — 5103 (8,8 %), представителей двух или более рас — 2382 (4,1 %), латиноамериканцев (любой расы) — 12453 (21,5 %). Средний возраст населения, согласно переписи, составлял 40,3 года.
Основой экономики города по-прежнему являются птицеводство и переработка сельскохозяйственной продукции.